# Лукановка (Башкортостан)
Лукановка — упразднённая деревня в Дуванском районе Республики Башкортостан Российской Федерации. Ныне урочище на территории Лемазинского сельсовета.

## Топоним
Прежнее название — Луканинский.

## География
Находится у левого берега реки Лемазы, примерно в 3,5 км юго-западнее села Лемез-Тамак. По лесу протекает временный водоток Каменный Лог.

## История
Посёлок Луканинский в 1926 году входил в Дуванскую волость Месягутовского кантона.
Указом Президиума ВС Башкирской АССР от 14.09.1981 года деревня Лукановка Лемазинского сельсовета исключена из учётных данных.

## Население
Согласно списку населённых пунктов Башкирской АССР по Всесоюзной переписи 17 декабря 1926 года в посёлке Луканинский числилось 30 дворов и 201 житель (85 мужчин и 116 женщин), преимущественно русские.
В 1968 году деревня Лукановка входила в состав Лемазинского сельсовета Дуванского района, в ней проживал 21 человек.